# Alfred Rausnitz
Alfred Richard Viktor Rausnitz (* 24. November 1876 in Wien; † 19. Februar 1956 in Graz) war österreichischer Landesverwalter und von 1922 bis 1923 der erste Landeshauptmann des Burgenlandes.

## Leben
Alfred Rausnitz studierte an der Universität Wien Jus und trat nach dem Studium in den Polizeidienst ein und wurde Leiter des Pressereferates der Wiener Polizeidirektion. 
Im März 1918 wurde er zum Leiter des neu gegründeten Polizeikommissariates in der Stadt Wiener Neustadt bestellt. Dies war ein heikler und verantwortungsvoller Posten, weil im Industrieviertel nach dem Weltkrieg eine revolutionäre Stimmung aufkam. 1919 wurde Rausnitz die Organisation des Grenzschutzes gegen Ungarn aufgetragen. 1921 hatte er die Oberleitung des gesamten Grenzschutzes gegen Ungarn inne und war damit voll mit der Burgenlandfrage befasst. Zur gescheiterten Besitzergreifung des Burgenlandes im August 1921 durch die Gendarmerie unter Alfred Rausnitz siehe Landnahme des Burgenlandes.
Nachdem Anfang 1922 Robert Davy als Landesverwalter des Burgenlandes zurückgetreten war, wurde er zum Nachfolger bestellt. Bis zum Sommer 1922 leitete er den Aufbau einer funktionierenden Landesverwaltung mit gleichzeitiger Angleichung an das österreichische System. Mit der Konstituierung des burgenländischen Landtages erlosch das Amt des Landesverwalters. Rausnitz wurde mit gleicher Sitzung zum ersten Landeshauptmann des Burgenlandes gewählt. In der Folge wählte der parteiungebundene Alfred Rausnitz im Zuge einer Schuldebatte mehr die Position der Christlichsozialen Partei, weshalb die Sozialdemokratische Partei seine Absetzung als Landeshauptmann betrieb. 
In der Hauptstadtfrage exponierte sich Rausnitz für Wiener Neustadt. Der Vorschlag war, die Theresianische Akademie aus dem Stadtgebiet herauszulösen und dem Burgenland einzugliedern. Diese Initiative wurde bekämpft. Als sich Rausnitz in weiterer Folge in der sogenannten Piringsdorfer Affäre kompromittierte, wurde ein Misstrauensvotum gegen Rausnitz vorbereitet. Um einer Absetzung als Landeshauptmann zu entgehen demissionierte er am 14. Juli 1923 selbst.
Er ist auf dem St.-Leonhard-Friedhof in Graz beigesetzt.